# Grafmonument van Margot Mulder
Het grafmonument van Margot Mulder op begraafplaats Zorgvlied in de Nederlandse stad Amsterdam is een rijksmonument.

## Achtergrond
Margot Mulder, eigenlijk Grietje Kok (1858-1889), werd geboren in Soerabaja. Ze trouwde in 1879 in Amsterdam met de bijna 20 jaar oudere Jitse Mulder, commissionair in assurantiën.

## Beschrijving
Het grafmonument bestaat uit een rechthoekige, liggende en hellende zerk. Op elk van de vier hoeken is een gietijzeren baluster geplaatst, die door kettingen aan elkaar zijn verbonden. Op de lange zijden staat halverwege een ornament van gietijzer met grafsymboliek: een eikel, ouroboros, gevleugelde zandloper, vlinder, zeis en een omgekeerde fakkel. 

## Waardering
Het grafmonument (grafnr. O-I-385) werd in 2008 in het Monumentenregister opgenomen vanwege het "algemeen belang wegens cultuur- en funerair-historische waarde".